# Tag, Nellie!
Tag, Nellie! (Originaltitel: Hi, Nellie!) ist eine US-amerikanische Krimikomödie aus dem Jahr 1934 von Mervyn LeRoy mit Paul Muni und Glenda Farrell in den Hauptrollen. Der Pre-Code-Film wurde von Warner Bros. produziert und basiert auf einer Origialstory von Roy Chanslor.

## Handlung
Als Chefredakteur Samuel Bradshaw, genannt Brad, erfährt, dass der bekannte Anwalt Frank J. Canfield, der Leiter des Untersuchungsausschusses des Gouverneurs, zusammen mit einer großen Geldsumme verschwunden ist, weigert er sich, die Geschichte auf die Titelseite zu bringen, da es keinen Beweis dafür gibt, dass der sonst so ehrliche Canfield mit den fehlenden Geldern untergetaucht ist. Nachdem jede andere Zeitung der Stadt die Geschichte mit zentimeterhohen Schlagzeilen bringt, tadelt der Besitzer der Zeitung, J. L. Graham, Brad, weil er die Sensation verpasst hat. Brad verteidigt Canfield und wird gefeuert. Als Brad darauf hinweist, dass sein Vertrag eine Entlassung nicht zulässt, stimmt J. L. zu, ihn als Autor der Lonely Hearts-Kolumne im Team zu behalten. Die aktuelle Autorin der Kolumnen Gerry Krale, die selbst von Brad auf diese Position degradiert worden war, ist über die Nachricht hocherfreut. Brad ist wütend, hat aber keine andere Wahl, als die Stelle anzunehmen. Er behält jedoch mit Hilfe des Reporters Shammy die Canfield-Geschichte im Auge. Nachdem Gerry ihm vorwirft, keinen Mumm zu haben, weil er einen Job nicht erledigen kann, den sie acht Monate lang ohne zu klagen erledigt hat, setzt Brad seine Fähigkeiten erfolgreich für die Kolumne ein.
Eines Tages kommt Rosa Marinello in die Redaktion der Zeitung und sucht nach Nellie Nelson, Brads Pseudonym als Autor der Kolumne. Sie bittet Nellie, sich bei ihrem Vater, einem Bestatter, einzusetzen, der nicht mehr möchte, dass sie ihren Verlobten heiratet. Als Brad erfährt, dass Canfield zuletzt an derselben Adresse gesehen wurde, an der Rosa lebt, stimmt er zu, zu gehen. Brad und Shammy erfahren, dass die Gangster Marinello und Beau Brownell zur Zeit von Canfields Verschwinden an einer Beerdigung teilgenommen haben und dass der Totenschein gefälscht war. Sie entdecken, dass Canfield von seinem Rivalen Thompson hereingelegt und ermordet wurde. Brad rät Brownell, Canfields Leiche auszugraben und in ein anderes Grab zu überführen. Er besorgt ein Foto der Leiche und schickt es schnell an die Zeitung. Das Ergebnis ist, dass Brownell wegen Mordes angeklagt wird, Canfields Name reingewaschen wird und Brad, dessen Ruf als verantwortungsvoller Journalist wiederhergestellt ist, zum Chefredakteur ernannt wird.

## Hintergrund
Robert M. Haas oblag die künstlerische Leitung. Orry-Kelly war für das Kostümbild zuständig. Leo F. Forbstein dirigierte das Vitaphone-Orchester.
Der Titelsong Hi, Nellie wurde von Allie Wrubel komponiert.
Roy Chanslors Erzählung wurde von Warner mehrmals neu verfilmt. 1937 entstand Love Is on the Air mit Ronald Reagan, 1942 You Can’t Escape Forever mit George Brent und 1949 Eines Morgens in der Hopkins-Street (The House Across the Street) mit Wayne Morris.

## Veröffentlichung
Die Premiere des Films fand am 20. Januar 1934 statt. In der Bundesrepublik Deutschland wurde er am 3. April 1972 im deutschen Fernsehen ausgestrahlt.

## Kritiken
Mordaunt Hall schrieb in der The New York Times, dass der Film für diejenigen, die mit der Arbeit in einer Zeitungsredaktion nicht vertraut sind, zweifellos unterhaltsam sei, denn Muni spiele seine Rolle mit Spontaneität und Sinn für Humor.
Die Redaktion der Variety hingegen war der Meinung, der Film habe Mühe, unterhaltsam zu sein, wobei Paul Muni besser sei, als der Film an sich.
Der Kritiker des TV Guide bezeichnete den Film als lauwarmes Zeug. Muni gehe an Comedy wie ein Pitbull heran.
Das Lexikon des internationalen Films schrieb: „Turbulente Komödie mit kriminalistischem Einschlag.“